# Perilitus desertorum
Perilitus desertorum är en stekelart som beskrevs av Haeselbarth 1999. Perilitus desertorum ingår i släktet Perilitus och familjen bracksteklar. Inga underarter finns listade i Catalogue of Life.